# Wesley Clair Mitchell
Wesley Clair Mitchell (5 août 1874 – 29 octobre 1948) est un économiste américain connu pour ses travaux empiriques sur le cycle et pour avoir dirigé pendant ses deux premières décennies le National Bureau of Economic Research.

## Biographie

### Jeunesse et études
Mitchell naît à Rushville, Illinois, second enfant et aîné des garçons d'un ancien docteur de la guerre de Sécession devenu fermier. Très rapidement, il a à prendre des responsabilités dans sa famille, ce qui ne l'empêche pas d'étudier à l'université de Chicago. Il reçoit son doctorat en 1899.
Parmi ses professeurs, les plus notables sont Thorstein Veblen et le philosophe John Dewey. Bien qu'ils aient une influence sur la pensée de Mitchell, c'est James Laurence Laughlin (1850-1933), un spécialiste des affaires monétaires (opposé à la théorie quantitative de la monnaie) qui dirige sa thèse.  
À cette époque, Les États-Unis hésitent entre une monnaie papier inconvertible, l'or, l'étalon-or et le bimétallisme or/argent.

### Parcours professionnel
Mitchell est nommé enseignant en économie à l'université de Chicago en 1899. En 1903, il est élevé au rang de professeur assistant. En 1908, il devient professeur d'économie à l'université de Berkeley. Il quitte ce poste en 1912 pour travailler pendant une année à New York.  
En 1913, Mitchell est nommé maître de conférences à l'université Columbia, au sein de la faculté de science politique. Il y dispense notamment un cours sur les cycles économiques. Il continue à y enseigner jusqu'à sa retraite en 1944. En parallèle, il est conférencier invité à l'université Harvard en 1908-1909. Il est également un des fondateurs de The New School of Social Research, où il enseigne entre 1919 et 1922. À partir de 1920, il travaille pour le National Bureau of Economic Research dont il est directeur de la recherche jusqu'en 1945. 
Mitchell travaille aussi pour le gouvernement durant la Première Guerre mondiale. Il sert également dans plusieurs comités gouvernementaux : il est président du President's Committee on Social Trends (1929–33). En 1923-24, il est président de l'American Economic Association. À partir de 1941, il participe à la Foundation for the Study of Cycles.
C'est grâce au National Bureau que Mitchell a une grande influence. Ses plus importants partenaires sont Arthur F. Burns et Simon Kuznets qui dans son autobiographie reconnait "sa grande dette intellectuelle à Mitchell."

## Œuvre

### Mitchell et la monnaie
La thèse de Mitchell porte sur l'histoire des Greenbacks (A History of Greenbacks). Il étudie les conséquences économiques de la monnaie papier inconvertible (les greenbacks) émise durant la guerre de Sécession. Sa thèse est suivie par une autre étude sur la monnaie :  Gold Prices and Wages Under the Greenback Standard.

### Mitchell et le cycle économique
Le cycle économique, alors un problème important, occupe Mitchell le restant de sa vie. Son œuvre majeure, " Business Cycles", parait en 1913. La préface commence ainsi : 

« Ce livre offre une description analytique du processus compliqué par lequel des saisons de prospérité des affaires, de crises, de dépressions et de renaissances surviennent dans le monde moderne. Le matériau utilisé consiste principalement en données sur les marchés et en statistiques concernant les cycles des affaires survenus depuis 1890 aux États-Unis, en Angleterre en Allemagne et en France. »

Pour Milton Friedman (1912 - 2006), « Mitchell est généralement principalement considéré comme un empiriste plus que comme un théoricien ». De fait Mitchell a d'abord fait un travail empirique sur les cycles des affaires et son œuvre au National Bureau of Economic Research a d'abord été empiriste. S'il s'est toujours intéressé à la théorie comme le montrent ses cours sur l'histoire de la pensée économique, pour Moore, la théorie endogène des cycles basée sur la dynamique interne du capitalisme est à bâtir. 

### Mitchell et l'institutionnalisme
Selon Mark Perlman, « Pour Mitchell, l'économie institutionnelle consistait dans l'étude du contexte historique comme la base et l'arrière-plan  de l'interprétation des phénomènes économiques (production et distribution).L'étude du contexte historique exigeait de mesurer les variables adéquates ou leur "proxies". La mesure, quoique  quantitative, n'était jamais mécanique ; le chercheur devait toujours chercher la signification qui dans la pensée de Mitchell était un phénomène culturel »

### Histoire de la pensée économique
Mitchell donne des cours sur les « Formative Types of Economic Thought » qui sont publiés après sa mort. Il fait aussi des contributions importantes à l'histoire de la pensée économique.

## Principales publications de Mitchell
- A History of Greenbacks, University of Chicago Press, 1903.  (ISBN 978-0-548-15056-6)
- Gold Prices and Wages Under the Greenback Standard, University of California Press, 1908.  (ISBN 978-0-678-00200-1)
- Business Cycles, University of California Press, 1913.  (ISBN 978-0-8337-2407-6)
- The Making and Using of Index Numbers, Bulletin of the US Bureau of Labor Statistics, 1915.  (ISBN 978-0-678-00098-4)
- Business Cycles: The Problem and its Setting,  New York: National Bureau of Economic Research, 1927.  (ISBN 978-0-405-07608-4)
- The Backward Art of Spending Money: and other essays,  New York: McGraw-Hill, 1937.  (ISBN 978-0-7658-0611-6)
- Measuring Business Cycles (with A.F. Burns), New York: National Bureau of Economic Research, 1946.  (ISBN 978-0-87014-085-3)
- What Happens During Business Cycles,  New York: National Bureau of Economic Research, 1951.  (ISBN 978-0-87014-088-4)
- Types of Economic Theory from Mercantilism to Institutionalism,  ed. Joseph Dorfman, 2 vols. New York: Augustus M. Kelley, 1967. (Reconstructed from Mitchell's lecture notes).  (ISBN 978-0-678-00234-6)